# Calommata truculenta
Calommata truculenta är en spindelart som först beskrevs av Tamerlan Thorell 1887. Calommata truculenta ingår i släktet Calommata och familjen pungnätsspindlar.
Artens utbredningsområde är Myanmar. Inga underarter finns listade.